# Wat Khun Inthapramun

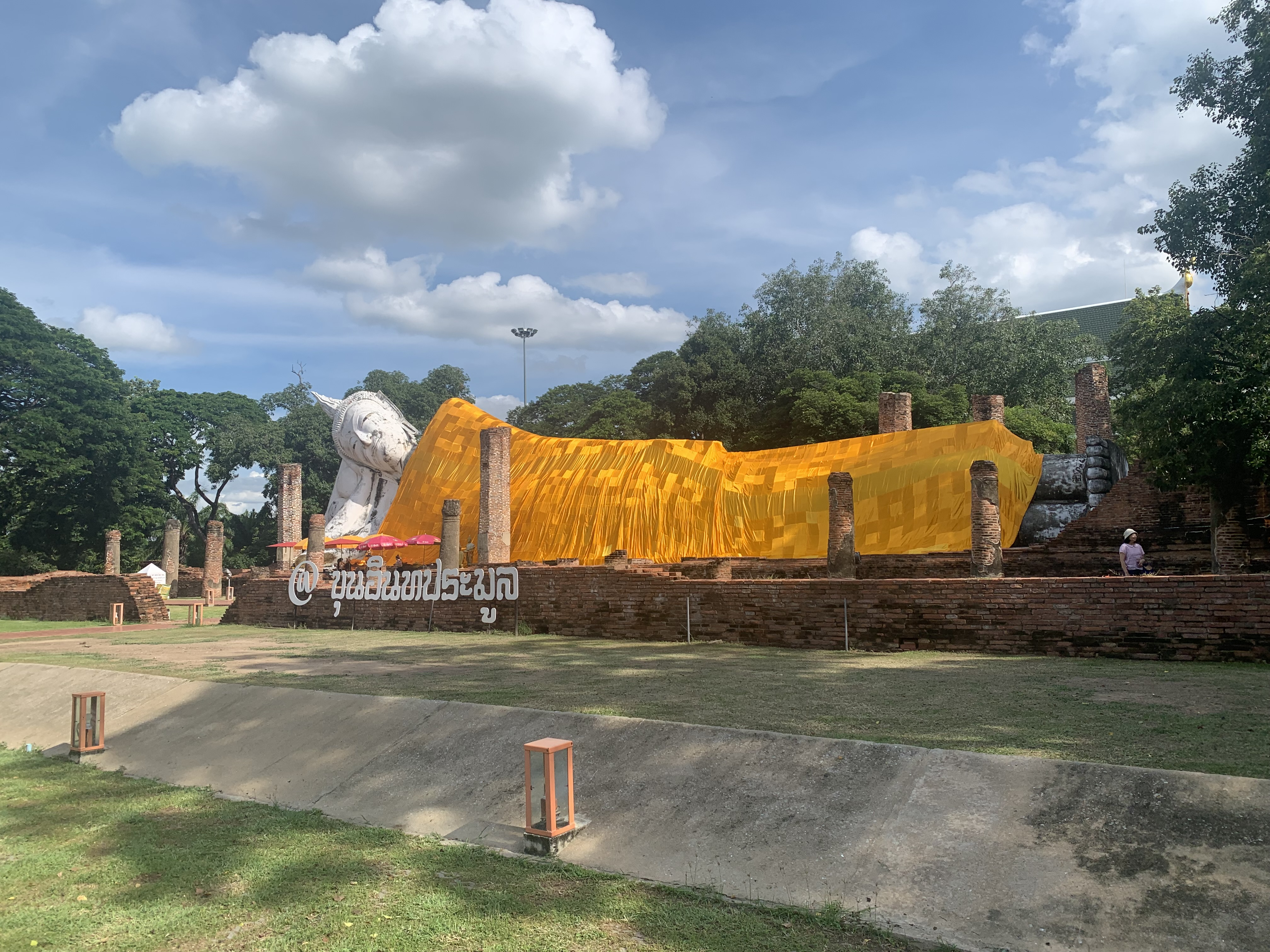
Der Liegende Buddha des Wat Khun Inthapramun, 2024

Wat Khun Inthapramun (auch Wat Khun In Pramun oder Inthra Pramun; Thai: วัดขุนอินทประมูน) ist eine buddhistische Tempelanlage (Wat) in der Provinz Ang Thong in Zentralthailand.

## Lage
Wat Khun Inthapramun liegt inmitten von Reisfeldern, etwa elf Kilometer nordwestlich der Provinzhauptstadt Ang Thong im südlichen Teil des Landkreises Pho Thong.

## Baugeschichte
Diese alte Tempelanlage stammt noch aus der Sukhothai-Periode. Der Tempel muss ursprünglich sehr groß gewesen sein, betrachtet man die Überreste der Ziegelstein-Mauern rund um das Areal.
Der den liegenden Buddha umgebende Viharn wurde 1569 von den Birmanen zerstört, die nur den Buddha selbst beließen. Der Tempel blieb anschließend etwa einhundert Jahre verlassen, ehe König Borommakot die Wiedererrichtung anordnete.
Den Berichten zufolge besuchte König Mongkut (Rama IV., reg. 1804–1868) diesen Tempel zwei Mal.

## Sehenswürdigkeiten
- Die Haupt-Attraktion des Tempels ist die riesige liegende Buddha-Statue. Sie ist ganz in weiß gehalten und wird daher Luang Phor Khao genannt. Grundmauern und Überreste von Säulen des Viharn sind heute noch zu sehen. Diese Statue soll mit ihren 50 m Länge angeblich die größte Thailands sein, jedoch in der Provinz Sing Buri gibt es die Statue des Phra Norn Chaksi, welche ebenfalls diesen Titel für sich in Anspruch nimmt. Da beide Statuen große Ähnlichkeit aufweisen, wird angenommen, dass sie zur gleichen Zeit erschaffen wurden. Viele Könige sind in der Vergangenheit hierher gepilgert, um der Statue ihre Ehrerbietung zu bezeugen, wie König Borommakot im Jahr 1753 oder auch König Chulalongkorn (Rama V.) 1878 und 1908. Der derzeitige König Bhumibol Adulyadej (Rama IX.) stiftete 1973 und 1975 während einer Kathin-Zeremonie Mönchsroben.

- Schräg gegenüber dem liegenden Buddha steht in einem kleinen Pavillon die Statue des Namensgebers dieses Tempels, Khun Inthapramun. Dieser Adelige war als Steuer-Beamter des Königs beschäftigt. Er veruntreute Steuergelder, um die Statue des liegenden Buddha zu renovieren und von ursprünglich 40 Meter Länge zu vergrößern. Auf die Frage des Königs, woher das Geld für den Umbau stamme, schwieg Khun Inthapramun, da er fürchtete, die Meriten dieses Baus würden so von ihm auf den König übergehen. Schließlich wurde er zum Tode verurteilt und hingerichtet.

- Weiterhin befindet sich im Tempel auf einer 1,5 Meter hohen Ziegelplattform die stark zerfallene Ruine eines Viharn, aus dessen Mauern Bäume wachsen. Dahinter steht die Ruine einer Chedi aus der Ayutthaya-Zeit. Auf der gleichen Plattform wurde vor Kurzem ein etwa drei Meter hohes Modell der Phra Pathom Chedi gebaut.

## Sonstiges
1998 wurde auf dem Gelände des Tempels eine skelettierte Leiche gefunden, die bäuchlings im Boden lag und an Händen und Füßen gefesselt war. Manche nehmen an, dass es sich hierbei um die Überreste von Khun Inthra Pramun handelt.